# Machine (minialbum Theatre of Tragedy)
Machine – minialbum norweskiej grupy muzycznej Theatre of Tragedy.

## Lista utworów
Opracowano na podstawie materiału źródłowego.
| Nr | Tytuł utworu                  | Długość |
| -- | ----------------------------- | ------- |
| 1. | „Machine”                     | 04:14   |
| 2. | „Machine” (VNV Nation remix)  | 06:25   |
| 3. | „Fragment” (Element remix)    | 03:56   |
| 4. | „Radio” (Kallisti remix)      | 04:03   |
| 5. | „Reverie” (Current Chill mix) | 05:25   |
| 6. | „Image” (French version)      | 05:38   |
|    |                               | 29:41   |